# Правило Лопіталя
Пра́вило Лопіта́ля — у математичному аналізі — метод знаходження границь функції, розкриття невизначеностей вигляду {\displaystyle 0/0} і {\displaystyle \infty /\infty }. Теорема, що обґрунтовує метод, стверджує що за деяких умов границя від частки функцій дорівнює границі частки їхніх похідних.

## Точне формулювання
Правило говорить, що якщо функції {\displaystyle f(x)} і {\displaystyle g(x)} задовольняють такі умови:
1. {\displaystyle \lim _{x\to a+}{f(x)}=\lim _{x\to a+}{g(x)}=0} або {\displaystyle \infty };
2. {\displaystyle \exists \lim _{x\to a+}{\frac {f'(x)}{g'(x)}}};
3. {\displaystyle g'(x)\neq 0} в проколотому околі {\displaystyle a};
4. Якщо {\displaystyle f(x)} і {\displaystyle g(x)} — диференційовні в проколотому околі {\displaystyle a},

то існує {\displaystyle \lim _{x\to a+}{\frac {f(x)}{g(x)}}=\lim _{x\to a+}{\frac {f'(x)}{g'(x)}}}.
При цьому теорема вірна і для інших баз (для вказаної буде наведено доказ).

## Історія
Спосіб розкриття такого роду невизначеностей було опубліковано Лопіталем у праці «Аналіз нескінченно малих», виданій 1696 року. У передмові до праці Лопіталь зазначив, що він користувався відкриттями Лейбніца і братів Бернуллі і «не має нічого проти того, щоб вони заявили свої авторські права на все, що їм завгодно». Йоганн Бернуллі висловив претензії на всю працю Лопіталя цілком і, зокрема, після смерті Лопіталя опублікував працю під примітною назвою «Удосконалення мого опублікованого в „Аналізі нескінченно малих“ методу для визначення значення дробу, чисельник і знаменник якого інколи зникають» (1704).

## Доведення

### Відношеннянескінченно малих
Доведемо теорему для випадку, коли границі функцій дорівнюють нулю (т.з. невизначеність вигляду {\displaystyle \left({\frac {0}{0}}\right)}).
Оскільки ми розглядаємо функції {\displaystyle f} і {\displaystyle g} лише у правому проколотому півоколі точки {\displaystyle a}, ми можемо неперервним чином їх довизначити в цій точці: нехай {\displaystyle f(a)=g(a)=0}. Візьмемо деякий {\displaystyle x} з даного півоколу і застосуємо до відрізку {\displaystyle [a,\;x]} теорему Коші. За цією теоремою отримаємо:
{\displaystyle \exists c\in [a,x]\!:{\frac {f(x)-f(a)}{g(x)-g(a)}}={\frac {f'(c)}{g'(c)}}},
але {\displaystyle f(a)=g(a)=0}, тому {\displaystyle \forall x\,\exists c\in [a,\;x]\!:{\frac {f(x)}{g(x)}}={\frac {f'(c)}{g'(c)}}}.
Далі, записавши визначення границі функції відношення похідних і позначивши останню через {\displaystyle A}, з отриманої рівності виводимо:
{\displaystyle \forall \varepsilon >0\,\exists \delta >0\,\forall x(x-a<\delta \Rightarrow \left|{\frac {f(x)}{g(x)}}-A\right|<\varepsilon )} для скінченної границі і
{\displaystyle \forall M>0\,\exists \delta >0\,\forall x(x-a<\delta \Rightarrow \left|{\frac {f(x)}{g(x)}}\right|>M)} для нескінченої, що є визначенням границі відношення функцій.

### Відношення нескінченно великих
Доведемо теорему для невизначеностей вигляду {\displaystyle \left({\frac {\infty }{\infty }}\right)}.
Нехай, для початку, границя відношення похідних скінченна і рівна {\displaystyle A}. Тоді, при прямуванні {\displaystyle x} до {\displaystyle a} справа, це відношення можна записати як {\displaystyle A+\alpha }, де {\displaystyle \alpha } — O(1). Запишемо цю умову:
{\displaystyle \forall \varepsilon _{1}\,\exists \delta _{1}\,\forall x(x-a<\delta _{1}\Rightarrow \alpha (x)<\varepsilon _{1})}.
Зафіксуємо {\displaystyle t} з відрізка {\displaystyle [a,\;a+\delta _{1}]} і застосуємо теорему Коші до всіх {\displaystyle x} з відрізка {\displaystyle [a,\;t]}:
{\displaystyle \forall x\in [a;t]\ \exists c\in [a;\;x]\!:{\frac {f(x)-f(t)}{g(x)-g(t)}}={\frac {f'(c)}{g'(c)}}}, що можна привести до такого вигляду:
{\displaystyle {\frac {f(x)}{g(x)}}={\frac {1-{\frac {g(t)}{g(x)}}}{1-{\frac {f(t)}{f(x)}}}}\cdot {\frac {f'(c)}{g'(c)}}}.
Для {\displaystyle x}, достатньо близьких до {\displaystyle a}, вираз має межу першого множника правої частини рівну одиниці (оскільки {\displaystyle f(t)} і {\displaystyle g(t)} — константи, а {\displaystyle f(x)} і {\displaystyle g(x)} прямують до безмежності). Значить, цей множник рівний {\displaystyle 1+\beta }, де {\displaystyle \beta } — нескінченно мала функція при прямуванні {\displaystyle x} до {\displaystyle a} справа. Випишемо визначення цього факту, використовуючи те ж значення {\displaystyle \varepsilon }, що і в визначенні для {\displaystyle \alpha }:
{\displaystyle \forall \varepsilon _{1}\,\exists \delta _{2}\,\forall x(x-a<\delta _{2}\Rightarrow \beta (x)<\varepsilon _{1})}.
Отримали, що відношення функцій можна подати у вигляді {\displaystyle (1+\beta )(A+\alpha )}, і {\displaystyle \left|{\frac {f(x)}{g(x)}}-A\right|<|A|\varepsilon _{1}+\varepsilon _{1}+\varepsilon _{1}^{2}}. По будь-якому даному {\displaystyle \varepsilon } можна знайти таке {\displaystyle \varepsilon _{1}}, щоб модуль різниці відношення функцій і {\displaystyle A} був менше {\displaystyle \varepsilon }, значить, границя відношення функцій дійсно рівна {\displaystyle A}.

## Приклади
- {\displaystyle \lim _{x\to 0}{\frac {x^{2}+5x}{3x}}=\lim _{x\to 0}{\frac {2x+5}{3}}={\frac {5}{3}}=1{\frac {2}{3}}}

- {\displaystyle \lim _{x\to \infty }{\frac {x^{3}+4x^{2}+7x+9}{x^{3}+3x^{2}}}}
 тут можна застосувати правило Лопіталя 3 рази а можна вчинити інакше. Можна розділити і чисельник, і знаменник на x найбільшою мірою(у нашому випадку {\displaystyle x^{3}}). В даному прикладі виходить:
{\displaystyle \lim _{x\to \infty }{\frac {1+4/x+7/x^{2}+9/x^{3}}{1+3/x}}={\frac {1}{1}}=1}
- {\displaystyle \lim _{x\to +\infty }{\frac {e^{x}}{x^{a}}}=\lim _{x\to +\infty }{\frac {e^{x}}{a\cdot x^{a-1}}}=\ldots =\lim _{x\to +\infty }{\frac {e^{x}}{a!}}=+\infty };
- {\displaystyle \lim _{x\to +\infty }{\frac {x^{a}}{\ln {x}}}=\lim _{x\to +\infty }{\frac {ax^{a-1}}{\frac {1}{x}}}=a\cdot \lim _{x\to +\infty }{x^{a}}=+\infty } при {\displaystyle a>0}.

(Лише якщо чисельник і знаменник ОБИДВА прямують або до {\displaystyle 0}; або до {\displaystyle +\infty }; або до {\displaystyle -\infty }.)

## У мистецтві
…і розповідали анекдоти про розкриття невизначеностей методом Лопіталя
А. і Б. Стругацькі «Понеділок починається в суботу».